# Linea E (metropolitana di New York)
La linea E Eighth Avenue Local è una linea della metropolitana di New York, che collega la città da est, con capolinea presso la stazione di Jamaica Center-Parsons/Archer, a ovest, con capolinea presso World Trade Center. È indicata con il colore blu vivido poiché la trunk line utilizzata a Manhattan è la linea IND Eighth Avenue..

## Storia

### 1900-1999
La linea E venne attivata il 19 agosto 1933, effettuando un servizio locale tra le stazioni di Roosevelt Avenue-Jackson Heights e Hudson Terminal. Il 1º gennaio 1936, con l'apertura della linea IND Sixth Avenue, fu estesa fino a East Broadway e poi il 9 aprile fino a Church Avenue, attraverso il Rutgers Street Tunnel e la linea IND Culver, in sostituzione della linea A. Venne quindi nuovamente prolungata, in concomitanza con l'apertura di nuovi tratti della linea IND Queens Boulevard, fino a Kew Gardens-Union Turnpike il 31 dicembre 1936 e fino a 169th Street il 24 aprile 1937. Proprio il 24 aprile 1937, la linea iniziò ad effettuare un servizio espresso tra Continental Avenue e Court Square.
Il 12 settembre 1938, alcuni treni nelle ore di punta iniziarono a terminare presso la stazione di Jay Street mentre alcune corse notturne furono arretrate a Smith-Ninth Streets. Successivamente, tra il 1939 e il 1940, alcune corse pomeridiane della linea furono deviate alla stazione di Horace Harding Boulevard, per servire il sito dell'Expo 1939; il servizio venne quindi interrotto al termine della manifestazione. Nel 1939 fu anche attivata una linea EE che effettuava un servizio locale tra Continental Avenue e Hudson Terminal fuori dalle ore di punta, quando la linea GG non era attiva.
Il 15 dicembre 1940, con il completamento della linea IND Sixth Avenue, la linea E fu troncata a Broadway-Lafayette Street e rimpiazzata a sud di questa stazione della linea F. La linea EE venne invece soppressa. Il 24 ottobre 1949, la linea E fu estesa durante le ore di punta fino alla stazione di Broadway-East New York, mediante la linea IND Fulton Street. Un anno più tardi, il 10 dicembre 1950, fu prolungata a 179th Street; il servizio era espresso tra Queens Plaza e 71st Avenue e locale da 71st Avenue a 179h Street.
Nel 1953, le banchine delle stazioni di 75th Avenue, Sutphin Boulevard, Spring Street, Canal Street, Ralph Avenue e East New York furono allungate a 200 metri per accogliere treni a 11 carrozze. Dall'8 settembre 1953 la linea E iniziò di conseguenza ad usare questi nuovi treni, incrementando la capacità di 4.000 passeggeri. Quindi, dal 30 ottobre 1954, la linea ritornò a Hudson Terminal fuori dalle ore di punta e iniziò ad effettuare un servizio espresso a Manhattan nelle ore di punta.
Il 28 giugno 1956, l'ex linea Rockaway Beach della Long Island Rail Road, riaprì come linea metropolitana e la linea E fu quindi prolungata da East New York a Rockaway Park o Wavecrest durante le ore di punta. Nelle altre fasce orarie, il servizio tra Euclid Avenue e Rockaway Park o Wavecrest era assicurato invece da una navetta. Poco dopo, il 16 settembre 1956, la linea fu limitata a Euclid Avenue e il servizio nella penisola di Rockaway assicurato dalla linea A. Due anni più tardi, l'8 settembre 1958, le linee E a A si scambiarono i capolinea e la linea E ritornò a Rockaway durante le ore di punta. L'8 settembre 1959, divenne locale a Brooklyn, tuttavia nel 1960 ritornò espressa e il prolungamento a Rockaway divenne a tempo pieno. A giugno alcuni treni furono anche estesi a Lefferts Boulevard.
Il 2 gennaio 1973, la linea ridiventò locale a Brooklyn ma tre anni più tardi, il 27 agosto 1976, il servizio a Brooklyn fu eliminato e il capolinea della linea diventò World Trade Center. Il servizio a Brooklyn fu quindi sostituito dalla linea CC. Sempre nel 1976, venne nuovamente soppressa la linea EE, che era stata riattiva nel 1967 tra 71st Avenue e Whitehall Street come rimpiazzo per le linee QT e RR. Fu sostituita dalla linea N.
L'11 dicembre 1988, con l'apertura della linea IND Archer Avenue, la linea E venne reindirizzata a Jamaica Center-Parsons/Archer, mentre il servizio verso 179th Street assicurato dapprima dalla linea R e in seguito dalla linea F quando divenne locale. La linea E iniziò inoltre a saltare le fermata di 75th Avenue e Van Wyck Boulevard durante i giorni feriali. In seguito, dal 31 agosto 1997, il servizio nel Queens divenne locale di notte.

### 2000-presente
Durante i primi anni 2000, per via di alcuni lavori alla stazione World Trade Center, la linea E fu estesa verso Euclid Avenue, tranne di notte quando terminava a Canal Street. A seguito degli attentati dell'11 settembre 2001, poiché il capolinea meridionale della linea era posto nell'angolo nord-est del sito del World Trade Center, la linea subì nuove limitazione e fu deviata di conseguenza nuovamente a Euclid Avenue, tranne di notte, in sostituzione della momentaneamente soppressa linea C. Il 24 settembre, la linea C fu riattivata e la linea E quindi limitata a Canal Street fino alla riapertura della stazione World Trade Center nel gennaio 2002.
Il 16 dicembre 2001, in concomitanza con l'apertura dell collegamento tra la linea IND 63rd Street e la linea IND Queens Boulevard, alcuni treni della linea E iniziarono ad essere deviati a 179h Street durante le ore di punta per assicurare ai passeggeri a est di Kew Gardens-Union Turnpike un servizio espresso per 53rd Street. Questo fu dovuto anche a problemi di capacità a Jamaica Center-Parsons/Archer durante le ore di punta.

## Il servizio
Come il resto della rete, la linea E Eighth Avenue Local è sempre attiva, 24 ore su 24. A seconda delle fasce orarie il servizio è così strutturato:
- Tra le 6:00 e le 24:00 dei giorni feriali, la linea svolge un servizio espresso nel Queens e un servizio locale a Manhattan. Ferma in 20 stazioni, con un tempo di percorrenza di 55 minuti circa. In questa fascia oraria, nei fine settimana la linea ferma anche a Briarwood e 75th Avenue, portando il totale a 22 stazioni.[14]
- Tra le 0:00 e le 6:00 la linea svolge un servizio locale sia nel Queens che a Manhattan. Ferma in 32 stazione, con un tempo di percorrenza di 1 ora.[14]

Inoltre, durante le ore di punta alcune corse iniziano e terminano a Jamaica-179th Street per problemi di capacità a Jamaica Center-Parsons/Archer.
Possiede interscambi con 22 delle altre 24 linee della metropolitana di New York, con le quattro linee della Port Authority Trans-Hudson, con i servizi ferroviari suburbani Long Island Rail Road e New Jersey Transit Rail, con i treni nazionali dell'Amtrak, con numerose linee automobilistiche gestite da MTA Bus, NJT Bus e NYCT Bus e con l'AirTrain JFK, che collega l'aeroporto Internazionale John F. Kennedy con varie stazioni ferroviarie e metropolitane.

### Le stazioni servite
| Stazione                                    |  | Interscambi con la metropolitana                            | Altri Interscambi                        |
| ------------------------------------------- |  | ----------------------------------------------------------- | ---------------------------------------- |
| Queens                                      |  |                                                             |                                          |
| Jamaica Center-Parsons/Archer               |  | J · Z                                                       | MTA Bus · NYCT Bus                       |
| Sutphin Boulevard-Archer Avenue-JFK Airport |  | J · Z                                                       | LIRR · AirTrain JFK · MTA Bus · NYCT Bus |
| Jamaica-Van Wyck                            |  |                                                             | MTA Bus · NYCT Bus                       |
| Briarwood                                   |  | F                                                           | MTA Bus · NYCT Bus                       |
| Kew Gardens-Union Turnpike                  |  | F                                                           | MTA Bus · NYCT Bus                       |
| 75th Avenue                                 |  | F                                                           | MTA Bus                                  |
| Forest Hills-71st Avenue                    |  | F · M · R                                                   | LIRR · MTA Bus                           |
| 67th Avenue                                 |  |                                                             | MTA Bus                                  |
| 63rd Drive-Rego Park                        |  |                                                             | MTA Bus · NYCT Bus                       |
| Woodhaven Boulevard                         |  |                                                             | MTA Bus · NYCT Bus                       |
| Grand Avenue-Newtown                        |  |                                                             | MTA Bus · NYCT Bus                       |
| Elmhurst Avenue                             |  |                                                             | MTA Bus · NYCT Bus                       |
| Jackson Heights-Roosevelt Avenue            |  | 7 · F · M · R                                               | MTA Bus · NYCT Bus                       |
| 65th Street                                 |  |                                                             | MTA Bus                                  |
| Northern Boulevard                          |  |                                                             | MTA Bus                                  |
| 46th Street                                 |  |                                                             | MTA Bus                                  |
| Steinway Street                             |  |                                                             | MTA Bus                                  |
| 36th Street                                 |  |                                                             | MTA Bus                                  |
| Queens Plaza                                |  | M · R                                                       | MTA Bus · NYCT Bus                       |
| Court Square-23rd Street                    |  | 7 · M · G                                                   | MTA Bus · NYCT Bus                       |
| Manhattan                                   |  |                                                             |                                          |
| Lexington Avenue-53rd Street                |  | 4 · 6 · M                                                   | MTA Bus · NYCT Bus                       |
| Fifth Avenue/53rd Street                    |  | M                                                           | NYCT Bus                                 |
| Seventh Avenue                              |  | B · D                                                       | NYCT Bus                                 |
| 50th Street                                 |  | A · C                                                       | NYCT Bus                                 |
| 42nd Street-Port Authority Bus Terminal     |  | 1 · 2 · 3 · 7 · A · C · N · Q · R · W · 42nd Street Shuttle | MTA Bus · NJT Bus · NYCT Bus             |
| 34th Street-Penn Station                    |  | A · C                                                       | Amtrak · LIRR · NJT Rail · NYCT Bus      |
| 23rd Street                                 |  | A · C                                                       | NYCT Bus                                 |
| 14th Street                                 |  | A · C · L                                                   | NYCT Bus                                 |
| West Fourth Street-Washington Square        |  | A · B · C · D · F · M                                       | PATH · NYCT Bus                          |
| Spring Street                               |  | A · C                                                       | NYCT Bus                                 |
| Canal Street                                |  | A · C                                                       | NYCT Bus                                 |
| World Trade Center                          |  | 2 · 3 · A · C                                               | PATH · NYCT Bus                          |

## Il materiale rotabile
Sulla linea E viene attualmente usato un solo tipo di materiale rotabile, gli R160, prodotti dalla Alstom negli anni 2010. In totale sulla linea E ne vengono utilizzati 52. Invece, il deposito assegnato alla linea è quello di Jamaica.